# Cnidoscolus aculeatissimus
Cnidoscolus aculeatissimus är en törelväxtart som först beskrevs av Carl Friedrich Philipp von Martius, och fick sitt nu gällande namn av Francisco Javier Fernández Casas. Cnidoscolus aculeatissimus ingår i släktet Cnidoscolus och familjen törelväxter. Inga underarter finns listade i Catalogue of Life.